# فيروسات شبيهة-Vi01
فيروسات شبيهة-Vi01 (بالإنجليزية: Vi01-like viruses)‏ هو جنس فيروسات من فصيلة الفيروسات العضلية ضمن رتبة الفيروسات الذنبية.